# Cimetière de Poggioreale
Pour les articles homonymes, voir Poggioreale (homonymie).
Le cimetière de Poggioreale (en italien:Cimitero di Poggioreale connu aussi sous le nom de Camposanto Nuovo) est l'un des principaux cimetières de Naples.
Le cimetière est délimité par la Via del Riposo de Largo Santa Maria del Pianto, Via Santa Maria del Pianto et via nuova Poggioreale.

## Histoire
Le cimetière a été commencé pendant l'occupation napoléonienne et remodelé en 1836-1837. 
À l'extrémité sud-ouest, une place est réservée aux napolitains notables : « Quadrato degli uomini illustri » (Carré pour hommes illustres). 

## Personnages inhumés
- Giovanni Amendola,
- Tito Angelini,
- Libero Bovio,
- Benedetto Cairoli
- Ernesto Capocci
- Benedetto Croce
- Annibale de Gasparis
- Gaetano Donizetti,
- Stefano Gasse,
- Vincenzo Gemito,
- Salvatore Di Giacomo,
- Luigi Giura,
- E. A. Mario,
- Saverio Mercadante,
- Antonio Niccolini[2],
- Ferdinando Russo,
- Francesco De Sanctis,
- Luigi Settembrini,
- Achille Talarico,
- Domenico Tarsitani,
- Sigismund Thalberg,
- Raffaele Viviani,
- Nicola Antonio Zingarelli.